# Ala II Thracum Augusta
Die Ala II Thracum Augusta [pia fidelis] (deutsch 2. Ala der Thraker die Augusteische [loyal und treu]) war eine römische Auxiliareinheit. Sie ist durch ein Militärdiplom und Inschriften belegt.

## Namensbestandteile
- Augusta: die Augusteische. Die Ehrenbezeichnung bezieht sich auf Augustus.

- Thracum: der Thraker. Die Soldaten der Ala wurden bei Aufstellung der Einheit aus dem Volk der Thraker auf dem Gebiet der römischen Provinz Thrakien rekrutiert.

- pia fidelis: loyal und treu. Der Zusatz kommt in dem Militärdiplom von 107 und der Inschrift (CIL 6, 1625) vor.

Da es keine Hinweise auf den Namenszusatz milliaria (1000 Mann) gibt, war die Einheit eine Ala quingenaria. Die Sollstärke der Ala lag bei 480 Mann, bestehend aus 16 Turmae mit jeweils 30 Reitern.

## Geschichte
Die Ala war in den Provinzen Hispania und Mauretania Caesariensis (in dieser Reihenfolge) stationiert. Sie ist auf einem Militärdiplom für das Jahr 107 n. Chr. aufgeführt.
Die Ala wurde vermutlich unter Augustus aufgestellt und war im frühen 1. Jhd. n. Chr. in Hispania stationiert. Zu einem unbestimmten Zeitpunkt wurde die Einheit nach Mauretania Caesariensis verlegt; möglicherweise nahm sie bereits um 40 an der Eroberung des Königreichs Mauretanien teil. Durch ein Diplom ist sie erstmals 107 nachgewiesen. In dem Diplom wird die Ala als Teil der Truppen aufgeführt (siehe Römische Streitkräfte in Mauretania), die in der Provinz stationiert waren.
Möglicherweise wurde die Ala im Jahr 88 für einige Zeit nach Germania verlegt.
Der letzte Nachweis der Ala beruht auf der Inschrift (CIL 8, 21035), die auf 262 datiert ist.

## Standorte
Standorte der Ala in Mauretania waren möglicherweise:
- Caesarea (Cherchell): Zahlreiche Inschriften wurden hier gefunden.
- Rapidum

## Angehörige der Ala
Folgende Angehörige der Ala sind bekannt:

### Kommandeure
| - P(ublius) Aelius Marcianus, ein Präfekt (CIL 8, 9358); er war auch Praepositus des Numerus Illyricorum und der Ala Gemina Sebastena sowie Tribun der Cohors Aelia Expedita. | - Marcus Petronius Honoratus, ein Präfekt (CIL 6, 1625); er war auch Präfekt der Cohors I Raetorum. |

### Sonstige
| - Aemilius Pompeianus, ein Decurio und Praepositus (AE 1929, 135) - Atticus, ein Decurio (CIL 8, 21026) - Bocchus, ein Reiter (AE 1975, 945) - C(aius) Caesius Marcellus, ein Veteran und ehemaliger Decurio (CIL 8, 9358) - Claudius Gemellus, ein Reiter (CIL 8, 21026) - Cl(audius) Quintilosius, ein Decurio (AE 1960, 245) - Cornelius Primus, ein Decurio (CIL 8, 9370) - Iulius Exoratus, ein Reiter (CIL 8, 9380) - Iul(ius) Germanus, ein Decurio (AE 1932, 31, CIL 8, 10949); er war auch Praepositus der Cohors II Sardorum. - Iul(ius) Valerius, ein Veteran und ehemaliger Beneficiarius (CIL 8, 9380) - Laurus, ein Reiter (CIL 8, 21030) - L(ucius) Licinius Licinia[nus], ein Reiter (CIL 8, 9203) - L(ucius) Porcius Porcianus, ein Signifer (AE 1936, 31) - M(arcus) Cassius Calpurnianus, ein Reiter (AE 1933, 61) | - M(arcus) Sulpic[i]us Camalus, ein Reiter (CIL 2, 812) - M(arcus) Ulpius Crescens, ein Veteran und ehemaliger Signifer (CIL 8, 9615) - [Pro]pinquus, ein Decurio (CIL 8, 9390) - P(ublius) Ael(ius) Primianus, ein ehemaliger Decurio (CIL 8, 9045) - P(ublius) Herennius M[asc]ulus, ein Decurio (CIL 8, 9238) - P(ublius) Perellius Maxi[mus], ein Decurio (AE 2008, 666) - Q(uintus) Granius Felix, ein ehemaliger Decurio (CIL 8, 21035) - Silvanus, ein Reiter (AE 1975, 945) - Sulpicius, ein Decurio (CIL 8, 21030) - [Ti(berius) Claudi]us Congonetia[cus], ein Reiter (CIL 8, 21024) - Tu[], ein Decurio (CIL 8, 21046) - Ulp(ius) Castus, ein Decurio (CIL 8, 20827) - Val(erius) [Fi]rmus, ein Reiter (AE 1951, 41) - Vegetus, ein Reiter (AE 1975, 945) |